# Brenda Castillo
Brenda Castillo (nascuda el 5 de juny de 1992 en Baixos d'Haina) és una voleibolista dominicana que competeix per la selecció nacional dominicana i el club porto-riqueny Criollas de Caguas.

## Carrera

### 2008
Va participar després amb la selecció de majors que va guanyar la medalla de bronze en el Campionat Continental NORCECA del 2007.

## Clubs
- San Cristóbal (2007-2010)
- Poble Nou (2009)
- Mirador (2010)
- Criollas de Caguas (2011)
- Rabita Baku (2012-2015)
- Lokomotiv Baku (2015-2016)
- Vôlei Bauru (2016 - 2017)

## Palmarès

### Individual
- Campionat Mundial Juvenil 2009 "Jugadora Més Valuosa"
- Lliga Dominicana de Voleibol 2008 "Millor Recepció"
- Lliga Dominicana de Voleibol 2008 "Millor Defensa"
- Copa Panamericana de Voleibol 2011 "Millor Recepció i Millor Allibero"
- Copa Panamericana de Voleibol 2014 "Jugadora Més Valuosa i Millor Allibero""
- Copa Panamericana de Voleibol 2016 "Millor Recepció, Defensa i Millor Allibero"

### Selecció Nacional

#### Selecció de Majors
- Copa de Grans Campions:
  -  Medalla de Bronze. Tòquio/Fukuoka 2009

- Copa Panamericana:
  -  Medalla d'Or. Rosarito/Tijuana 2014.
  -  Medalla de Plata. Cd. Juárez 2011.
  -  Medalla d'Or. Rosarito/Tijuana 2010.
  -  Medalla de Plata. Miami 2009.
  -  Medalla d'Or. Mexicali/Tijuana 2008.
  -  Medalla de Bronze. Colima 2007.

- Campionat Continental NORCECA:
  -  Medalla de Plata. Caguas 2011.
  -  Medalla d'Or. Bayamón 2009.
  -  Medalla de Bronze. Winnipeg 2007.

- Jocs Centreamericans i del Carib:
  -  Medalla d'or. Mayagüez 2010
  -  Medalla d'or. Veracruz 2014

- Copa Final Four:
  -  Medalla d'Or. Chiapas 2010.
  -  Medalla de Bronze. Lima 2009.
  -  Medalla de Plata. Fortaleza 2008.

#### Selecció Juvenil
- Campionat Mundial Juvenil:
  -  Medalla de Plata. Mexicali/Tijuana 2009.

- Campionat Continental NORCECA:
  -  Medalla de Plata. Saltillo 2010.
  -  Medalla de Plata. Saltillo 2008.

### Clubs
- Lliga de Voleibol de la República Dominicana 2008 -  Sub-Campiona, amb San Cristóbal
- Lliga de Voleibol Superior de Puerto Rico 2011 -  Campiona, amb Criollas de Caguas